# Kingston and Arthurs Vale Historic Area

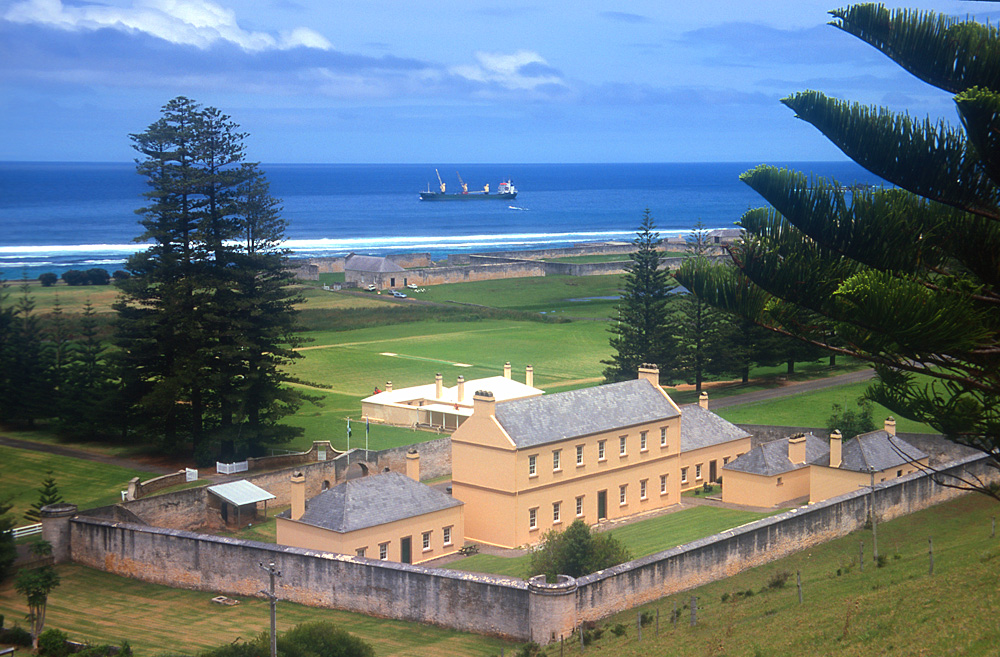
La prison de Norfolk Island.

Kingston and Arthurs Vale Historic Area (en français : zone historique de Kingston et de la vallée Arthurs) est une ancienne zone de peuplement située dans les plaines côtières de Kingston (délimitées par des collines), sur la côte sud de l'île Norfolk, en Australie, composée d'un grand groupe de bâtiments de l'époque où l'Empire britannique y envoyait ses bagnards (1788-1855). Elle est désormais considérée comme ayant une importance culturelle telle pour l'Australie que la région a été formellement inscrite sur la liste du patrimoine national australien.
Kingston and Arthurs Vale Historic Area fait également partie des sites de bagnes australiens, sélection de onze colonies pénitentiaires sur le territoire australien, inscrites depuis 2010 sur la liste du patrimoine mondial.